# ۱۳۴ (میلادی)
۱۳۴ (میلادی) صد و سی و چهارمین سال تقویم میلادی است.

## درگذشتگان
‎